# 憂国忌
憂国忌（ゆうこくき）は、作家・三島由紀夫の命日の11月25日にちなんで、憂国忌実行委員会が毎年開催している追悼集会。憂国忌実行委員会は、「三島由紀夫研究会」に事務局を置いている。

## 成り立ち
1970年（昭和45年）11月25日、三島由紀夫の割腹自決事件が発生（三島事件）。これを受けて同年12月11日、林房雄を発起人総代とする実行委員会により「三島由紀夫氏追悼の夕べ」が開かれた。司会は川内康範と藤島泰輔が務めた。実行委員は民族派学生（日本学生同盟）で、集まった人々は3,000人以上（一説には7,000人）となった。500人収容の会場に入りきれず、近くの中池袋公園に集まった。この時は、事件に対する政府首脳やマスコミの反応に同調し、追悼参加を躊躇した文化人が多かったという。これが後の追悼集会「憂国忌」の起源となった。
翌1971年（昭和46年）11月25日、「憂国忌」（第2回追悼の夕べ）が、林房雄を発起人代表として九段会館で行なわれた。名称が「憂国忌」に決まるまでには、「潮騒忌」、「金閣忌」などの案もあったという。乃木神社宮司・高山貴を斎主にした鎮魂祭、黛敏郎ほかの追悼挨拶・献花、映画『炎上』の上演、空手や剣道の奉納演武などが催された。楽屋には三島の父・平岡梓が林房雄を訪ね、礼を述べにやって来たという。
以降、「憂国忌」は毎年行なわれている。福岡でも1971年（昭和46年）から毎年、新嘗祭の11月23日には「福岡憂国忌」が行なわれている。また、「憂国忌」のほか、毎年11月24日には「野分祭」という森田必勝の辞世の句にちなんで名づけられた追悼会も、一水会主催により行なわれている。

## おもな発起人

### 追悼の夕べ（初回追悼会）
総代
林房雄
代表発起人
川内康範、五味康祐、佐伯彰一、滝原健之、武田繁太郎、中山正敏
藤島泰輔、舩坂弘、北條誠、黛敏郎、保田與重郎、山岡荘八
発起人
会田雄次、阿部正路、伊藤桂一、宇野精一、大石義雄、大久保典夫、大島康正、桶谷繁雄、小野村資文、
川上源太郎、河上徹太郎、川口松太郎、川端康成、岸興祥、岸田今日子、倉橋由美子、小林秀雄、小山いと子、今東光、
エドワード・G・サイデンステッカー、坂本二郎、佐古純一郎、清水崑、進藤純孝、杉森久英、曽村保信、
高鳥賢司、高橋健二、多田真鋤、立野信之、田中澄江、田中美知太郎、田辺貞之助、田辺茂一、田村泰次郎、
中谷孝雄、中河与一、中河幹子（中河与一夫人）、六代目中村歌右衛門、十七代目中村勘三郎、二代目中村鴈治郎、中村菊男、
荻原井泉水、長谷川泉、林武、平林たい子、福田恆存、福田清人、福田信之、水上勉、村松剛

### 憂国忌
2020年（令和2年）10月現在（五十音順）
代表発起人
入江隆則、桶谷秀昭、竹本忠雄、富岡幸一郎
中村彰彦、西尾幹二、細江英公、松本徹、村松英子
発起人
阿羅健一、井川一久、池田憲彦、猪瀬直樹、井上隆史、植田剛彦、潮匡人、
大久保典夫、小埜裕二、小山和伸、門田隆将、川口マーン恵美、河内孝
黄文雄、後藤俊彦、桜林美佐、佐藤秀明、佐藤雅美、新保祐司、
杉原志啓、ヘンリー・スコット＝ストークス、石平、高山亨、高山正之、
田中英道、田中秀雄、田中健五、田中美代子
堤堯、柘植久慶、都倉俊一、
中西輝政、西村幸祐、西村眞悟
花田紀凱、東中野修道、福井義高、福田逸、福田和也、藤井厳喜、
古田博司、ペマ・ギャルポ、松本道弘、三浦小太郎、水島総、南丘喜八郎、三輪和雄、
室谷克実、八木秀次、山崎行太郎、山村明義、
吉田好克、ロマノ・ヴィルピッタ、
三島由紀夫研究会
玉川博己（代表幹事）
憂国忌実行委員会
宮崎正弘（世話人代表）、佐々木俊夫（現場責任者）、後藤修一（2018年7月死去）、斎藤英俊、高柳光明、武田浩一、正木和美、松島一夫、宮川英之、山本之聞、吉野洋子

### 発起人物故者
会田雄次、相原良一、浅野晃、葦津珍彦、麻生良方、阿部正路、天野貞祐、荒木俊馬、
荒木精之、安津素彦、飯守重任、池田弘太郎、池田彌三郎、石川忠雄、石堂淑朗、石原萌記、井尻千男、
市原豊太、伊東深水、井上源吾、井上友一郎、伊吹一、伊部恭之助、今泉篤男、入江通雅、
岩田専太郎、岩淵辰雄、内海洋一、宇野精一、浦野匡彦、江藤淳、江藤太郎、遠藤浩一、遠藤周作、
大石義雄、大蔵雄之助、大島康正、太田静六、大橋完造、大浜信泉、大平善悟、岡潔、岡崎功、緒方浩、
岡村光康、岡本成蹊、荻原井泉水、奥野健男、桶谷繁雄、小高根二郎、
小田村四郎、小田村寅二郎、小野村資文、小汀利得、
嘉悦康人、景山哲夫、影山正治、春日井薫、片岡鐵哉、堅山南風、勝部真長、加藤芳郎、
金井兼造、神川彦松、神谷不二、川内康範、河上徹太郎、川口松太郎、川副国基、川端康成、
上林暁、木内信胤、気賀健三、菊地藤吉、岸田今日子、木下一雄、木下和夫、木俣秋水、
金田一春彦、草野心平、久住忠男、楠本憲吉、久世光彦、工藤重忠、倉橋由美子、倉林和男、
倉前盛通、栗原広美、呉茂一、黒岩一郎、黒川紀章、桑原寿二、源田実、河野司、
越路吹雪、五社英雄、古関裕而、小谷豪治郎、近衛秀麿、小林秀雄、小室直樹、今東光、
エドワード・G・サイデンステッカー、齋藤五郎、斎藤忠、佐伯彰一、酒井忠夫、酒枝義旗、坂西志保、
嵯峨根辰彦、佐藤欣子、佐藤誠三郎、サトウハチロー、佐藤雅美、佐藤亮一、篠喜八郎、篠沢秀夫、篠田康雄、
柴田勝治、柴田錬三郎、清水馨八郎、清水崑、清水文雄、進藤純孝、神保光太郎、末次一郎、
助野健太郎、杉森久英、関岡英之、世耕政隆、相馬雪香、曾村保信、高田好胤、高田博厚、高鳥賢司、
高橋健二、高山貴、滝口宏、滝口直太郎、滝原健之、武智鉄二、多田真鋤、立松和平、田中澄江、
田中卓、田中直吉、田中正明、田辺貞之助、田辺茂一、玉利齊、田村幸策、田村泰次郎、辻美沙子、
角田時雄、鶴田浩二、寺内大吉、寺川知男、堂本正樹、遠山景久、戸川昌子、富木謙治、
中井勝彦、長岡實、中川一郎、中河幹子、中河与一、永井正、永田雅一、中谷孝雄、中西旭、
永野茂門、中村粲、六代目中村歌右衛門、十七代目中村勘三郎、二代目中村鴈治郎、
中村菊男、中村草田男、中村泰三郎、中村汀女、中山優、中村和敬、名越二荒之助、奈須田敬、
南原宏治、西泰蔵、西内雅、西川鯉二郎、西高辻信貞、西部邁、西村繁樹、西山廣喜、西脇順三郎、
野島秀勝、野田福雄、野村喬、
萩原龍洋、橋本芳契、長谷川泉、長谷川才次、花岡信昭、林三郎、林武、林忠彦、林房雄、林富士馬、
弘津恭輔、平林たい子、平山重正、福田恆存、福田清人、福田信之、福地重孝、藤浦洸、
藤島泰輔、藤原義江、二村富久、舩坂弘、北条秀司、北条誠、坊城俊民、保昌正夫、
細川隆一郎、細川隆元、堀信夫、堀口大学、本多顕彰、
前川佐美雄、町春草、松浦竹夫、松下正寿、初代松本白鸚、松本明重、黛敏郎、三浦重周、
水谷八重子、光岡明、三潴信吾、宮崎清隆、三好行雄、三原淳雄、三輪知雄、武藤光明、村尾次郎、
村上元三、村上兵衛、村野四郎、村松剛、村松定孝、森克己、森三十郎、森下泰、森下元晴、諸井薫、
安岡正篤、保田與重郎、矢野潤、山田五十鈴、山室静、山本卓眞、山本夏彦、夜久正雄、吉田精一、
吉原恒雄、吉村正、横山泰三、渡辺公夫、渡辺茂、渡辺銕蔵

## パリ憂国忌
1971年6月にも、フランスのパリで第一回の「パリ憂国忌」が、竹本忠雄、黛敏郎、詩人・エマニュエル・ローテンをはじめとしたフランス人有志により、開催された 。

## ローマ憂国忌
京都産業大学教授のロマノ・ヴィルピッタが母国イタリアで日本浪曼派や三島を紹介したことで、古代ローマと三島に共通する価値観が研究され始め、三島人気が高まったローマでも「ローマ憂国忌」が開催された。